# 染井吉野櫻
染井吉野櫻（學名：Prunus × yedoensis），又名东京樱花、日本樱花，是一種櫻花的雜交種，是目前最广泛种植于日本的樱花，也是常見的園藝品種，为蔷薇科李屬櫻亞屬的植物，產於日本以及移植於中国的北京、南昌、西安、青岛、南京、韩国的首尔、庆州等地。

## 起源
於江戶時代末期到明治時代初期，由江戶染井村（今日本東京都豐島區）的植木造園師經由人工育種而成，隨後以奈良縣中部的日本賞櫻聖地吉野山為名。一般認為可能是由大島櫻（Prunus speciosa）和江戶彼岸櫻（Prunus itosakura f. ascendens）雜交的結果。但也有學者根據遺傳分析的結果，認為染井吉野櫻是由大島櫻和小松乙女櫻雜交產生，但已在2014年的高精度DNA驗證中遭到否定。

## 形態
染井吉野櫻是一種高度約5至12公尺的落葉樹。花朵有五枚花瓣，花色在花朵剛綻放時是淡紅色，而在完全綻放時會逐漸轉白。因為是人工育種，它無法自然結果繁衍，只能以插枝移植，但也保持所有吉野櫻花瓣的形狀與色澤相同，其花期也相同，可以同時綻放與凋謝。在日本的關東地區的花期大約是三月底到四月上旬。由於在日本全國有著廣泛的分布，每年三月日本民间所發表的櫻前線預報，也多是採用本種作為基準。
染井吉野櫻是一種廣受歡迎的觀賞植物，在全世界的溫帶地區都被廣為栽種。染井吉野櫻在1902年被引進到北美洲及歐洲，在華盛頓特區等地都有著廣泛的種植。
由於染井吉野櫻是種植最多的園藝品種，因此存在和本地自生的野生櫻花雜交的遺傳基因污染問題。此外近年日本的園藝團體亦在推廣江戶彼岸櫻等品種，部分替代染井吉野櫻。

## 原產地
1908年，法國傳教士塔克特在韓國濟州島發現了它。1912年，德國植物學家科恩給它取名為 Prunus yedoensis var. nudiflora。從那時起人們就誤稱染井吉野在濟州島有野生品種。
1932年，日本植物學家小泉源一提出染井吉野可能源自王櫻的假說。
1962年，竹中洋通過形態學研究排除了染井吉野起源於韓國的可能性。
2007年，對日本吉野櫻和韓國王櫻進行的一項分子研究的結論是，它們属于不同的品系，没有亲缘关系。

## 栽培品種
- 美國曙櫻 C. × yedoensis 'Akebono'
- 船原吉野櫻 C. × yedoensis 'Funabara-yoshino'
- 神代曙櫻 C. × yedoensis 'Jindai-akebono'
- 盛岡枝垂櫻 C. × yedoensis 'Morioka-pendula'
- 染井吉野櫻 C. × yedoensis 'Somei-yoshino'